# Khin Hnin Yu
Khin Hnin Yu (n. 7 septembrie 1925 – d. 21 ianuarie 2003) a fost o scriitoare birmaneză.